# Ernst Martin
Ernst Martin (født 5. maj 1841 i Jena, død 15. august 1910) var en tysk germanist og romanist, søn af Eduard Arnold Martin. 
Martin blev 1866 privatdocent i Heidelberg, 1868 professor i Freiburg, 1874 i Prag og 1877 i Strasbourg. Han har blandt andet udgivet: Mittelhochdeutsche Grammatik, Examen critique des manuscrits du roman de Renard, Das Volksbuch Reynaert de vos, Le roman de Renart, Kudrun (1872) og Elsässische Litteraturdenkmäler des 14.—17. Jahrhunderts samt sammen med Wiegand Strassburger Studien.